# Majesty (группа)
Majesty (С 2008 по 2009 годы Metalforce) — рок-группа из Германии, основанная в 1997 году. Группа исполняет традиционный хэви-метал с элементами пауэр-метала.

## История
Группа была основана вокалистом, гитаристом и клавишником Тареком Магари в городе Лауда-Кёнигсхофен. В 1998 и 1999 годах коллектив записал два демо и в 2000 на собственные средства издал свой дебютный альбом «Keep it True». Релиз был хорошо встречен музыкальной прессой и группа заключила контракт с Massacre Records.
В 2002 году вышел второй альбом группы, получивший название «Sword and Sorcery». В записи альбома принял участие бывший гитарист Manowar Росс Фридмен. В 2003 году музыканты выпустили альбом «Reign in Glory», а вслед за ним, в 2004 году — двойной концертный альбом «Metal Law». Свой четвёртый студийный альбом «Hellforces» группа выпустила в 2006 году.
В ноябре 2006 года Majesty заключили контракт с лейблом Manowar Magic Circle Music. В 2008 году на фестивале Magic Circle Festival Тарек Магари объявил о смене названия группы на «Metalforce». Под этим именем группа выпустила в 2009 году альбом «Metalforce».
В 2011 году группа вернула себе своё предыдущее название «Majesty» и выпустила двойной сборник «Own The Crown».
4 января 2013 года на лейбле NoiseArt Records группа выпустила свой очередной полноформатный альбом «Thunder Rider», который дебютировал на 55 месте в немецком хит-параде. В качестве гостей, в записи альбома приняли участие Свен Д’Анна из группы Wizard, Ханнес Браун из Kissin' Dynamite, Мэт Синнер из Primal Fear, Патрик Фукс из Ross The Boss и Андреас Бабушкин из Paragon.
20 декабря вышел первый концептуальный альбом Majesty «Banners High». В настоящее время группа записала альбом «Generation Steel», который вышел 20 марта 2015 года.

## Состав

### Текущий состав
- Tarek Maghary — вокал, клавишные, (гитара 1997—2003)
- Emanuel Knorr — ритм-гитара (с 2015)
- Robin Hadamovsky — гитара (с 2013)
- Alex Voss — бас-гитара (с 2014)
- Jan Raddatz — ударные (с 2008)

### Бывшие участники
- Chris Heun — бас-гитара (в турне осенью 2004)
- Udo Keppner — гитара (до 2004)
- Martin Hehn — бас-гитара (до 2004)
- Markus Pruszydlo — клавишные
- Andreas Moll — клавишные
- Ingo Zadravec — ударные
- Rolf Munkes — гитара (до 2006)
- Michael Gräter — ударные (до 2006)
- Christian Münzner — гитара (2006—2008)
- Marcus Bielenberg — бас-гитара (до 2008)
- Björn Daigger — ритм-гитара (до 2008, 2011—2012)
- Josef Echter — гитара (2009—2010)
- Freddy Schartl — бас-гитара (2009—2011)
- Alex Palma — бас-гитара (2011—2013)
- Carsten Kettering — бас-гитара (2013—2014)
- Tristan Visser — ритм-гитара (2008—2015)

## Дискография
- First Demo (демо, 1998)
- Metal Monarchs (демо, 1999)
- Keep It True (2000)
- Sword & Sorcery (2002)
- Reign In Glory (2003)
- Metal Law (концертный альбом, 2004)
- Sons Of A New Millennium (мини-альбом, 2006)
- Hellforces (2006)
- Metalforce (2009, под именем Metalforce)
- Own The Crown (сборник, 2011)
- Thunder Rider (2013)
- Banners High (2013)
- Generation Steel (2015)
- Rebels (2017)
- Legends (2019)
- Back To Attack (2023)